# Список послов России и СССР в Германии
В статье представлен список послов Российской империи, СССР и России в Германии.

## Хронология дипломатических отношений
- 1701 год — установлены дипломатические отношения с Пруссией.
- 21 ноября 1750 года — дипломатические отношения прекращены после отъезда российского посланника без уведомления официальных властей.
- 1 мая 1762 г. — дипломатические отношения восстановлены.
- 1775 г. — назначен первый российский дипломатический представитель при Кёльнском курфюршестве (с резиденцией в Бонне).
- 15 сентября 1781 г. — открытие миссии России при Майнцском, Кёльнском и Трирском курфюршествах (с резиденцией во Франкфурте-на-Майне).
- 1866 — закрытие представительства в связи с ликвидацией Германского союза.
- 18 января 1871 г. — создана Германская империя. Российский посланник в Пруссии стал посланником в Германии.
- 7 декабря 1871 г. — миссии преобразованы в посольства.
- 1 августа 1914 г. — дипломатические отношения прерваны Германией после объявления войны России.
- 3 марта 1918 г. — установлены дипломатические отношения между РСФСР и Германией.
- 5 ноября 1918 г. — дипломатические отношения прерваны Германией.
- 16 апреля 1922 г. — восстановлены дипломатические отношения между РСФСР и Германией.
- 23 июля 1923 г. — установлены дипломатические отношения между СССР и Германией.
- 22 июня 1941 г. — дипломатические отношения прерваны Германией.
- 15 октября 1949 г. — установлены дипломатические отношения между СССР и ГДР на уровне миссий.
- 22 августа 1953 г. — миссии преобразованы в посольства.
- 13 сентября 1955 г. — установлены дипломатические отношения между СССР и ФРГ на уровне посольств.
- 3 октября 1990 г. — объединение ФРГ и ГДР.

## Список послов вГермании/ФРГ
| Срок полномочий                     | Посол                                | Годы жизни | Вручение верительных грамот | Комментарии                                          |
| ----------------------------------- | ------------------------------------ | ---------- | --------------------------- | ---------------------------------------------------- |
| Российская империя                  |                                      |            |                             |                                                      |
| 18 января 1871 — 22 декабря 1879    | Павел Петрович Убри                  | 1820—1896  |                             | Посланник до 7 декабря 1871, затем посол             |
| 22 декабря 1879 — 8 февраля 1884    | Пётр Александрович Сабуров           | 1835—1918  |                             |                                                      |
| 8 февраля 1884 — 17 марта 1885      | Николай Алексеевич Орлов             | 1827—1885  |                             |                                                      |
| 1 апреля 1885 — 13 декабря 1894     | Павел Андреевич Шувалов              | 1830—1908  |                             |                                                      |
| 6 января 1895 — 26 февраля 1895     | Алексей Борисович Лобанов-Ростовский | 1824—1896  |                             |                                                      |
| 10 марта 1895 — 9 мая 1912          | Николай Дмитриевич Остен-Сакен       | 1831—1912  |                             |                                                      |
| 1912 — 1 августа 1914               | Сергей Николаевич Свербеев           | 1857—1922  |                             |                                                      |
| РСФСР                               |                                      |            |                             |                                                      |
| март 1918 — 5 ноября 1918           | Адольф Абрамович Иоффе               | 1883—1927  | 20 апреля 1918              | Полномочный представитель                            |
| 20 июня 1922 — 23 июля 1923         | Николай Николаевич Крестинский       | 1883—1938  | 8 июля 1922                 | Полномочный представитель                            |
| СССР                                |                                      |            |                             |                                                      |
| 23 июля 1923 — 26 сентября 1930     | Николай Николаевич Крестинский       | 1883—1938  |                             | Полномочный представитель                            |
| 26 сентября 1930 — 20 сентября 1934 | Лев Михайлович Хинчук                | 1868—1939  | 9 декабря 1930              | Полномочный представитель                            |
| 20 сентября 1934 — 7 апреля 1937    | Яков Захарович Суриц                 | 1882—1952  | 26 октября 1934             | Полномочный представитель                            |
| 16 июня 1937 — 11 октября 1937      | Константин Константинович Юренев     | 1888—1938  | 21 июля 1937                | Полномочный представитель                            |
| 1937—1938                           | Георгий Александрович Астахов        | 1897—1942  |                             | Временный поверенный                                 |
| 6 мая 1938 — 2 сентября 1939        | Алексей Фёдорович Мерекалов          | 1900—1983  | 13 июля 1938                | Полномочный представитель                            |
| 2 сентября 1939 — 26 ноября 1940    | Александр Алексеевич Шкварцев        | 1900—1970  | 3 сентября 1939             | Полномочный представитель                            |
| 26 ноября 1940 — 22 июня 1941       | Владимир Георгиевич Деканозов        | 1898—1953  | 19 декабря 1940             | Полномочный представитель до 9 мая 1941, затем посол |
| 27 ноября 1955 — 14 октября 1956    | Валериан Александрович Зорин         | 1902—1986  | 7 января 1956               |                                                      |
| 14 октября 1956 — 19 мая 1966       | Андрей Андреевич Смирнов             | 1905—1982  | 3 ноября 1956               |                                                      |
| 25 мая 1966 — 23 февраля 1971       | Семён Константинович Царапкин        | 1906—1984  | 12 июля 1966                |                                                      |
| 23 февраля 1971 — 10 ноября 1978    | Валентин Михайлович Фалин            | 1926—2018  | 12 мая 1971                 |                                                      |
| 10 ноября 1978 — 15 апреля 1986     | Владимир Семёнович Семёнов           | 1911—1992  | 21 ноября 1978              |                                                      |
| 15 апреля 1986 — 24 апреля 1990     | Юлий Александрович Квицинский        | 1936—2010  |                             |                                                      |
| 24 апреля 1990 — 25 декабря 1991    | Владислав Петрович Терехов           | 1933—2023  |                             |                                                      |
| Российская Федерация                |                                      |            |                             |                                                      |
| 25 декабря 1991 — 3 сентября 1997   | Владислав Петрович Терехов           | 1933—2023  |                             |                                                      |
| 3 сентября 1997 — 25 февраля 2004   | Сергей Борисович Крылов              | 1949—      |                             |                                                      |
| 5 апреля 2004 — 21 июня 2010        | Владимир Владимирович Котенёв        | 1957—      |                             |                                                      |
| 21 июня 2010 — 10 января 2018       | Владимир Михайлович Гринин           | 1947—      |                             |                                                      |
| 10 января 2018 — настоящее время    | Сергей Юрьевич Нечаев                | 1953—      |                             |                                                      |

## Список послов вГДР
| Срок полномочий                    | Посол                       | Годы жизни | Вручение верительных грамот | Комментарии                                |
| ---------------------------------- | --------------------------- | ---------- | --------------------------- | ------------------------------------------ |
| СССР                               |                             |            |                             |                                            |
| 16 октября 1949 — 26 мая 1952      | Георгий Максимович Пушкин   | 1909—1963  | 4 ноября 1949               | Посланник                                  |
| 1 июня 1952 — 29 мая 1953          | Иван Иванович Ильичёв       | 1905—1983  | 5 июня 1952                 | Посланник                                  |
| 29 мая 1953 — 17 июля 1954         | Владимир Семёнович Семёнов  | 1911—1992  | 1 октября 1953              | Посланник до 19 сентября 1953, затем посол |
| 17 июля 1954 — 21 февраля 1958     | Георгий Максимович Пушкин   | 1909—1963  | 28 июля 1954                |                                            |
| 21 февраля 1958 — 15 декабря 1962  | Михаил Георгиевич Первухин  | 1904—1978  | 14 марта 1958               |                                            |
| 15 декабря 1962 — 18 сентября 1971 | Пётр Андреевич Абрасимов    | 1912—2009  | 17 декабря 1962             |                                            |
| 30 октября 1971 — 7 марта 1975     | Михаил Тимофеевич Ефремов   | 1911—2000  | 30 октября 1971             |                                            |
| 7 марта 1975 — 12 июня 1983        | Пётр Андреевич Абрасимов    | 1912—2009  | 15 марта 1975               |                                            |
| 12 июня 1983 — 24 мая 1990         | Вячеслав Иванович Кочемасов | 1918—1997  | 11 августа 1983             |                                            |
| 24 мая 1990 — 3 октября 1990       | Геннадий Серафимович Шикин  | 1938—2006  |                             |                                            |

## Список послов приГерманском имперском сеймев Регенсбурге
| Срок полномочий                  | Посол                      | Годы жизни | Комментарии                             |
| -------------------------------- | -------------------------- | ---------- | --------------------------------------- |
| 6 февраля 1757 — 16 февраля 1758 | Георг Генрих Битнер        | ?—1758     | Резидент                                |
| 15 марта 1758 — 23 апреля 1761   | Иван Матвеевич Симолин     | 1720—1799  | Резидент                                |
| 23 апреля 1761 — 15 марта 1762   | Павел Артемьевич Левашов   | 1719—1820  | Резидент                                |
| 15 марта 1762 — 1773             | Иван Матвеевич Симолин     | 1720—1799  | Министр                                 |
| 22 августа 1763 — 1764           | Сергей Васильевич Салтыков | 1726—1784  | Посланник. К месту назначения не выехал |
| 1773 — 1790                      | Антон Севастьянович Струве | 1729—1802  | Посланник                               |
| 1775 — 1792                      | Ахац Фердинанд Ассебург    | 1721—1807  | Посланник                               |
| 1795 — 1796                      | Максим Максимович Алопеус  | 1748—1822  | Министр-резидент                        |
| 1797 — 1799                      | Антон Севастьянович Струве | 1729—1802  | Посланник                               |

## Список послов приГерманском союзе
| Срок полномочий                  | Посол                             | Годы жизни | Комментарии                             |
| -------------------------------- | --------------------------------- | ---------- | --------------------------------------- |
| 1744 — 1746                      | Герман Карл Кейзерлинг            | 1696—1764  | Резидент                                |
| 1775 — 28 июля 1782              | Иоганн Фациус                     | 1721—1800  | Комиссар до 4 августа 1780, затем агент |
| 14 сентября 1781 — 1793          | Николай Петрович Румянцев         | 1754—1826  | Посланник                               |
| 1793 — август 1794               | Иван Вукасович                    |            | Поверенный в делах                      |
| Август 1794 — 1795               | Николай Петрович Румянцев         | 1754—1826  | Посланник                               |
| 1795 — февраль 1797              | Иван Вукасович                    |            | Поверенный в делах                      |
| Февраль 1797 — 1801              | Иван Карлович Штакельберг         | 1754—1823  | Посланник                               |
| 1801 — 1810                      | Филипп Адамович Клюпфель          | 1756—1823  | Министр-резидент                        |
| 1 сентября 1815 — 1 мая 1835     | Иван Осипович Анстедт             | 1770—1835  | Посланник                               |
| 30 мая 1835 — 22 декабря 1847    | Пётр Яковлевич Убри               | 1774—1847  | Посланник                               |
| 1 января 1848 — 29 января 1850   | Андрей Фёдорович Будберг          | 1817—1881  | И. д. поверенного в делах               |
| 29 января 1850 — 8 июня 1853     | Дмитрий Григорьевич Глинка        | 1808—1883  | Поверенный в делах                      |
| 29 января 1850 — 8 июня 1855     | Александр Михайлович Горчаков     | 1798—1883  | Посланник                               |
| 8 июня 1855 — 6 мая 1856         | Филипп Иванович Бруннов           | 1797—1875  | Посланник                               |
| 5 января 1857 — 20 сентября 1860 | Феликс Петрович Фонтон            | 1801—?     | Посланник                               |
| 7 ноября 1860 — 7 сентября 1866  | Эрнест Романович Унгерн-Штернберг | 1794—1879  | Посланник                               |

## Список послов вПруссии
| Срок полномочий                    | Посол                          | Годы жизни | Дипломатический ранг         |
| ---------------------------------- | ------------------------------ | ---------- | ---------------------------- |
| 1701                               | Андрей Петрович Измайлов       | 16??—1714  | Посланник                    |
| Октябрь 1705 — 1706                | Пётр Михайлович Бестужев-Рюмин | 1664—1743  | Посланник                    |
| 1706—1711                          | Альбрехт фон дер Лит           | 1659-1718  | Посланник                    |
| 28 февраля 1711 — 1722             | Александр Гаврилович Головкин  | 1689—1760  | Посланник                    |
| 1719                               | Пётр Андреевич Толстой         | 1645—1729  | С дипломатическим поручением |
| 1722 — 1725                        | Михаил Гаврилович Головкин     | 1699—1755  | И. о. полномочного министра  |
| 1723 — 1727                        | Александр Гаврилович Головкин  | 1689—1760  | Посланник                    |
| 1729 — 1730                        | Сергей Дмитриевич Голицын      | 1696—1738  | Посланник                    |
| 1730 — 1731                        | Михаил Петрович Бестужев-Рюмин | 1688—1760  | Посланник                    |
| 1731 — 1732                        | Карл Густав Лёвенвольде        | 16??—1735  | Полномочный министр          |
| 18 ноября 1731 — 19 ноября 1734    | Павел Иванович Ягужинский      | 1683—1736  | Посол                        |
| 28 ноября 1734 — 22 декабря 1741   | Казимир Христофор Бракель      | 1686—1741  | Посол                        |
| 26 декабря 1741 — 8 января 1744    | Пётр Григорьевич Чернышёв      | 1712—1773  | Посланник                    |
| 8 января — 26 июля 1744            | Михаил Петрович Бестужев-Рюмин | 1688—1760  | Посланник                    |
| 27 июля 1744 — май 1746            | Пётр Григорьевич Чернышёв      | 1712—1773  | Посланник                    |
| 1746 — 1748                        | Герман Карл Кейзерлинг         | 1696—1764  | Посланник                    |
| 1748 — 21 ноября 1750              | Алексей Леонтьевич Гросс       | 1713—1765  | Посланник                    |
| 1 мая 1762 — 1763                  | Николай Васильевич Репнин      | 1734—1801  | Полномочный министр          |
| 13 ноября 1762 — 14 июня 1786      | Владимир Сергеевич Долгоруков  | 1717—1803  | Посланник                    |
| 14 июня 1785 — август 1788         | Сергей Петрович Румянцев       | 1755—1838  | Посланник                    |
| Октябрь 1788 — апрель 1796         | Максимилиан Нессельроде        | 1724—1810  | Посланник                    |
| 1794 — 5 июля 1797                 | Степан Алексеевич Колычёв      | 1746—1805  | Посол                        |
| Август 1797 — 15 октябрь 1799      | Никита Петрович Панин          | 1770—1837  | Посланник                    |
| 27 марта 1800 — 2 июня 1802        | Алексей Иванович Криденер      | 1746—1802  | Посланник                    |
| 12 июля 1802 — 11 ноября 1807      | Максим Максимович Алопеус      | 1748—1822  | Посланник                    |
| 11 ноября 1807 — 2 января 1810     | Густав Оттонович Штакельберг   | 1766—1850  | Посланник                    |
| Май 1809 — февраль 1810            | Пётр Яковлевич Убри            | 1774—1847  | Поверенный в делах           |
| 31 декабря 1809 — 18 сентября 1812 | Христофор Андреевич Ливен      | 1774—1839  | Посланник                    |
| 25 апреля 1813 — 1 июня 1831       | Давид Максимович Алопеус       | 1769—1831  | Посланник                    |
| 1 сентября 1831 — 25 марта 1839    | Александр Иванович Рибопьер    | 1783—1865  | Посланник                    |
| 25 марта 1839 — 31 августа 1850    | Пётр Казимирович Мейендорф     | 1796—1863  | Посланник                    |
| 6 декабря 1851 — 7 июля 1856       | Андрей Фёдорович Будберг       | 1817—1881  | Посланник                    |
| 7 июля 1856 — 8 февраля 1858       | Филипп Иванович Бруннов        | 1797—1875  | Посланник                    |
| 8 февраля 1858 — 3 ноября 1862     | Андрей Фёдорович Будберг       | 1817—1881  | Посланник                    |
| 3 ноября 1862 — 18 января 1871     | Павел Петрович Убри            | 1818—1896  | Посланник                    |